# Chumbi
Rafael Fernández Martínez (Águilas, Regió de Múrcia, 5 de maig de 1989), més conegut com a Chumbi, és un futbolista que juga com a davanter a la Unió Esportiva Llagostera, de la Segona Divisió d'Espanya. Nascut a Águilas, Chumbi es va formar com a jugador en la pedrera del Club Atlètic de Madrid. Després de passar per diversos equips de Segona B, va començar a despuntar en el filial de l'Almeria en la campanya 12/13 i va aconseguir debutar amb el primer equip en la Lliga Avanci abans d'anar-se a la capital del Túria. En 2014 Chumbi es converteix en jugador de l'Albacete Balompié signant per dues campanyes amb opció a una addicional segons objectius. Procedeix del València Mestalla, amb el qual la passada temporada va marcar 14 gols.